# Inocencia (mártir)
Santa Inocencia (fechas de nacimiento y muerte desconocidas) es una virgen y mártir cristiana. Su festividad se celebra el 23 de noviembre.

## Leyenda
Debido a la ausencia de datos biográficos, en torno a la santa surgió una leyenda popular elaborada con base al vestido de comunión que luce su estatua yacente. Según esta leyenda, Inocencia era una niña que deseaba fervientemente hacer su primera comunión pese a la negativa de su padre, quien incluso llegó a golpearla por ello. Un día, mientras regresaba a casa de la escuela, escuchó cánticos y oraciones provenientes de una casa. Tras acercarse a una ventana y comprobar que allí se estaba enseñando el catecismo, Inocencia tomó la decisión de seguir acudiendo a esa casa e instruirse en secreto.
Un día, la monja que impartía las clases escuchó rezos fuera de la casa. Tras salir y encontrar a Inocencia orando sobre la hierba, se apiadó de ella y la invitó a unirse al resto de la clase. Cuando todos estuvieron listos para recibir el sacramento, Inocencia, quien no sabía si informar a su padre o no de dicho acontecimiento, consultó sus dudas con la monja, quien le dijo: «Es mejor tener al bien aliado, que al mal». El día señalado Inocencia acudió junto con los demás niños a la Catedral de Guadalajara luciendo un vestido blanco de encaje que la monja le había regalado. Después de recibir la primera comunión, la niña, feliz, fue a su casa con intención de hablar con su padre, a quien encontró en la cocina. Tras darle la noticia, el progenitor, quien estaba de espaldas, se dio la vuelta y le clavó un cuchillo en el pecho, huyendo a continuación. Los vecinos, alertados al oír un grito, acudieron a la casa y vieron el cadáver de la niña en el suelo, el cual trasladaron a la Catedral de Guadalajara, donde horas antes Inocencia había hecho la primera comunión.

## Reliquias
De acuerdo con el panel informativo situado en la urna de cristal donde se venera su efigie:

Santa Inocencia fue una doncella romana que sufrió el martirio en una de las primeras persecuciones contra la Iglesia Católica.

La reliquia de esta Santa que se encuentra en la Catedral, se sacó del cementerio de Santa Ciriaca, en Roma, en el año de 1786. Fue adquirida por el Sr. Pbro. D. Manuel Antonio Flores Alatorre, quien vivía entonces en Roma.
Fue certificada la autenticidad de la reliquia, el 14 de julio de 1786, por el secretario del Prefecto del Sagrario Apostólico, D. Jacobo Bonfigliolo. El P. Flores Alatorre mandó la reliquia a su hermano, Don Vicente Flores Alatorre, Canónigo Maestrescuelas de la Catedral de Guadalajara.
La reliquia se recibió en esta ciudad el 8 de mayo de 1788, certificando su autenticidad, el Ilmo.Sr. Obispo D. Fray Antonio Alcalde con sus notarios.
El Canónigo Flores Alatorre regaló las reliquias a las religiosas agustinas de Santa Mónica de esta misma ciudad. Se recibió en el Convento el 10 de diciembre de 1788.
Al ser exclaustradas las religiosas agustinas de Santa Mónica, su convento quedó abandonado. Al ser privado el Seminario Diocesano de su casa, se obtuvo que ocupara el abandonado convento de Santa Mónica. Esto sucedió en 1869.
El Seminario encontró la reliquia de Santa Inocencia en el templo de Santa Mónica, que utilizó como capilla durante cuarenta y seis años.
Al ser arrojado el seminario de la casa de Santa Mónica, se refugió en el edificio contiguo al templo de San Sebastián de Analco en 1915. Allá se llevó el Seminario la reliquia de Santa Inocencia.
En 1924 el Seminario fue arrojado de San Sebastián, en esta circunstancia, el Excmo. Sr. Arzobispo D. Francisco Orozco y Jiménez dispuso que la reliquia de Santa Inocencia pasara a la Iglesia Catedral.

Así fue como llegó a esta Santa Iglesia Catedral, la reliquia de Santa Inocencia, Virgen y Mártir, en 1925.

Pese a la existencia de una efigie de la santa, lo que inicialmente podría suponer que la misma se trata de un cuerpo relicario (cuerpos esculpidos generalmente en cera y en cuyo interior se custodia el esqueleto íntegro o casi en su totalidad de un santo o un mártir), las únicas reliquias que se conservan son los huesos de sus manos y una caja con tierra y sangre de la santa. Respecto a la efigie, la misma no parece estar realizada en cera, como es habitual en los cuerpos relicario, puesto que los desconchados y la superficie irregular y porosa del rostro indican que la figura está realizada probablemente en otro material, como yeso o papel maché, circulando la leyenda de que a la estatua se le cortan regularmente el pelo y las uñas debido a que le crecen, si bien el cabello es en realidad una peluca.
Se dice que ella fue sometida a un horno debido a que sus padres se poseyeron

## Fenómeno paranormal
La reliquia de Santa Inocencia fue protagonista de un supuesto fenómeno paranormal ocurrido el 12 de diciembre de 2012. En una grabación efectuada al parecer por un turista, se puede apreciar cómo la estatua de la santa abre los ojos y mira directamente a la persona que está grabando. Pese a que dicho fenómeno constituye probablemente un fraude, diversos medios de comunicación como el Daily Mail, The Sun, The Daily Express y The Huffington Post se hicieron eco del suceso.